# Entomonyx
Entomonyx is een geslacht van kreeftachtigen uit de klasse van de Malacostraca (hogere kreeftachtigen).

## Soort
- Entomonyx spinosus Miers, 1884